# بيزوباسنويي (ستافروبول)
بيزوباسنويي (بالروسية: Безопасное) هي مدينة في مقاطعة ستافروبول كراي في روسيا.
يبلغ عدد سكانها حوالي 6976  نسمة.
من مدنها :
بلاغودارني 
ييسينتوكسكايا , ستافروبول
ديفنويي , ستافروبول
زولسكايا , ستافروبول
زافيتنويي , ستافروبول